# Mauro Richeze
Mauro Richeze (Bella Vista, 7 de diciembre de 1985) es un ciclista profesional argentino que desde 2022 corre para el equipo argentino Chimbas Te Quiero de categoría Continental.
Siguió los pasos de su hermano Maximiliano y emigró a Italia en 2006 para competir por el equipo amateur sub-23 Modall Bici Team. Obtuvo victorias en carreras amateurs como la Popolarissima di Treviso, la San Giovanni Valdarno y la Astico-Brenta. 
En 2008 pasó a profesionales en el equipo Pro Continental CSF Group Navigare, equipo en el que ya se encontraba Maximiliano. Esa temporada logró un triunfo en el Tour de Langkawi que se disputa en Malasia.
Recalificado amateur en 2010, en 2011 volvió a Europa con el equipo ítalo-húngaro Ora Hotels-Carrera de categoría Continental. 
En 2012 pasó al Team Nippo donde nuevamente coincidió con Maximiliano. En marzo logró la medalla de plata en el Campeonato Panamericano de Ciclismo en Ruta, por detrás de su hermano que fue oro. En 2015 regresó a Argentina para correr con el equipo Agrupación Virgen de Fátima.

## Palmarés
2007
- La Popolarissima

2008
- 1 etapa del Tour de Langkawi

2011
- 1 etapa de la Vuelta Ciclista del Uruguay

2012
- 2.º en el Campeonato Panamericano en Ruta
- 1 etapa del Tour de Corea
- 1 etapa del Tour de Kumano

2013
- 2 etapas del Mzansi Tour
- 1 etapa de la Flèche du Sud
- 2 etapas de la Vuelta a Serbia

2015
- 2 etapas de la Vuelta a Costa Rica

2016
- 1 etapa de la Vuelta Independencia Nacional
- Campeonato de Argentina en Ruta

2017
- 1 etapa de la Vuelta Ciclista del Uruguay
- 2 etapas de la Vuelta Ciclista de Chile

## Equipos
- Modall Bici Team (Amateur 2006-2007)
- CSF Group-Navigare (2008-2009)
- Ora Hotels-Carrera (2011)
- Nippo (2012-2013)
  - Team Nippo (2012)
  - Team Nippo-De Rosa (2013)
- San Luis Somos Todos (2015-2016)
- Asociación Civil Agrupación Virgen de Fátima (2017-2019)
- Transporte Puertas de Cuyo (2020)
- Equipo Continental San Luis (2021)
- Chimbas Te Quiero (2022)